# البحث والممارسة للأشخاص ذوي الإعاقات الشديدة
البحث والممارسة للأشخاص ذوي الإعاقات الشديدة Research and Practice for Persons with Severe Disabilities هي دورية أكاديمية محكّمة تصدر بشكل فصلي، وتتناول مجالي التعليم والتعليم الخاص. تصدر المجلة عن سيج للنشر نيابة عن منظمة TASH، ويشغل منصب رئيس التحرير كريغ كينيدي من جامعة كونيتيكت. تأسست المجلة في عام 1976 تحت عنوان AAESPH Review، ثم تغير اسمها في عام 1980 إلى Journal of the Association for the Severely Handicapped، وفي عام 1983 إلى Journal of the Association for Persons with Severe Handicaps، قبل أن تتخذ اسمها الحالي في عام 2001.

## الفهرسة والاستخلاص
تُفهرس المجلة وتُستخلص في قواعد بيانات مثل سكوبس ومؤشر الاقتباس للعلوم الاجتماعية. وفقًا لتقرير تقارير الاستشهاد بالمجلات الأكاديمية لعام 2017، بلغ معامل التأثير الخاص بها 1.778، ما يجعلها في المرتبة العاشرة من أصل 40 مجلة في فئة "التعليم الخاص"، والمرتبة الثانية والعشرين من أصل 69 مجلة في فئة "إعادة التأهيل".

## روابط خارجية
- الموقع الرسمي